# Time 100: The Most Important People of the Century
Time 100: The Most Important People of the Century é uma publicação da revista norte-americana Time em 1999 que listou as cem pessoas mais importantes da história do século XX.
A ideia dessa lista teve origem em 1998 com um debate no Kennedy Center em Washington, D.C.. Os participantes propostos para a lista foram o âncora da emissora CBS Dan Rather, o historiador Doris Kearns Goodwin, o ex-governador de Nova Iorque Mario Cuomo e a ex-secretária de estado Condoleezza Rice. 
A lista final foi publicada em 14 de junho de 1999, em uma edição especial intitulada "TIME 100: Heroes & Icons of the 20th Century". Em 31 de dezembro, Albert Einstein foi reconhecido como Pessoa do Século.